# Anne Marie Jauss
Anne Marie Jauss (* 3. Februar 1902 in München; † 13. September 1991 in Milford, New Jersey) war Malerin, Buchautorin und Buchillustratorin. Kurz vor der Zeit des Nationalsozialismus emigrierte die Pazifistin zunächst nach Portugal, später in die USA, wo sie vornehmlich als Buchillustratorin tätig war. Ihrer Bilder werden dem Magischen Realismus zugeordnet.

## Leben und Werk

### Leben
Anne Marie Jauss wurde als Tochter des Landschafts- und Genremalers Georg Jauss und seiner Frau Caroline geboren, auch sie malte, hauptsächlich Stillleben und Küstenlandschaften.
Anne Marie ging in München, Meran und Stuttgart zur Schule und studierte dann an der Staatlichen Kunstgewerbeschule in München, verließ die Schule jedoch bald und wurde Autodidaktin. Einflüsse von Willi Geiger und Georg Schrimpf sind festzustellen.
Ab etwa 1930 verbrachte sie die Winter in Berlin, die Sommer in ihrem Haus in Irschenhausen/Isartal, südlich von München. Sie beteiligte sich an Ausstellungen in München und Berlin. Alfred Flechtheim führte ihre Bilder in seiner Galerie, Artikel über Anne Marie erschienen in Zeitungen und Fachblättern, wie der „Querschnitt“, „Das Kunstblatt“ und die DAZ. Der Kunstkritiker Franz Roh erwähnte sie in mehreren Artikeln und ordnete ihr Werk dem Magischen Realismus zu.
Aufgrund ihrer pazifistischen Einstellung verließ sie aus Furcht vor dem sich anbahnenden Naziregime im Spätherbst 1932 Deutschland und ging ins Exil nach Portugal, wo sie in Lissabon und Umgebung 14 Jahre lang lebte. In dieser Zeit erhielt sie fünf Einzelausstellungen und beteiligte sich an Gruppenausstellungen moderner portugiesischer Maler. Sie hatte stets hervorragende Kritiken. Um sich den Lebensunterhalt zu verdienen, arbeitete sie als Malerin, Illustratorin, Innenarchitektin, Designerin und Keramikmalerin und war mit der Innengestaltung der ersten portugiesischen Pousada in der Algarve beauftragt. Sie half vielen ihrer deutschen Freunde, Malern und Schriftstellern (vielen davon jüdischer Abstammung), die auf ihrer Flucht aus Nazi-Deutschland nach Lissabon kamen, beschaffte ihnen Unterkunft und Passagen, um von dort in die USA oder andere Länder zu gelangen.
1946 wanderte sie in die Vereinigten Staaten aus, zunächst nach New York, wo sie sich dem Kreis deutscher intellektueller Emigranten anschloss, und freundete sich mit Oskar Maria Graf an, den sie bereits aus Deutschland kannte. Ihre erste Ausstellung in New York war „Portraits of Pets“, in der Galerie Portraits Inc., für die sie eine sehr gute Beurteilung der New Yorker Kunstkritiker erhielt. Weitere Ausstellungen folgten, im Museum in Southampton, Long Island, im Suffolk Museum, Stony Brook, Long Island und in der Carl Schurz Memorial Foundation im Old Philadelphia Custom House. Viele ihrer Gemälde befinden sich in Privatsammlungen, mehrere Radierungen wurden von der Grafikabteilung der New York Public Library erworben.
Anne Marie Jauss entschloss sich, in den Staaten zu bleiben und wurde 1952 amerikanische Staatsbürgerin. Sie wandte sich der Buchillustration zu und illustrierte mit Einfühlungsvermögen, Naturverständnis und Sinn für Humor von 1945 bis 1975 circa 70 Bücher, zumeist für Kinder und Jugendliche und gestaltete zahlreiche Landkarten und Skizzen für Bücher und Buchumschläge. Sie schrieb und illustrierte auch mehrere eigene Bücher, deren Schwerpunkt Natur und Tiere bilden.
1962 baute sie sich ein Haus in Stockholm im Norden New Jerseys und lebte nun ständig dort, in der Nähe eines Bauernhofs, wo sie, wie es ihr am besten entsprach, in der Natur arbeiten konnte. Dort schrieb und illustrierte sie eines ihrer erfolgreichsten Bücher, „The Pasture“, für das sie einen Preis „Authors Award“ erhielt. 1972 bekam sie den „Christopher Award“ für die Illustration des Buches „Tracking Unearthly Creatures of Marsh and Pond“.
Ab Mitte der 1970er Jahre malte sie Aquarelle in einer von ihr selbst entwickelten Trockentechnik, Themen waren die Landschaften, Stillleben, Häuser, Tiere und Pflanzen ihrer Umgebung.

### Werk
Ihr künstlerisches Werk war zuerst von den „Primitiven“, vor allem von Henri Rousseau beeinflusst, dann wandte sie sich mehr und mehr dem „Magischen Realismus“ zu, ihre zum Ende des Zweiten Weltkrieges als Ausdruck der Katastrophe entstandenen Landschaftsbilder bezeichnete sie als „Mystische Landschaften“.
Die Originalzeichnungen und Skizzen für die Kinder- und Jugendbücher hat sie zwei Bibliotheken mit einschlägigen Sammlungen gestiftet: der „The Kerlan Collection“, University of Minnesota und der „DeGrummond Collection“, University of Southern Mississippi, nach ihrem Tod gingen mehrere Originalillustrationen an die University of Oregon.

#### Publikationen
- Wise and Otherwise, 1953
- Legends of Saints and Beasts, 1954
- Discovering Nature the Year Round, 1955
- Under a Green Roof, 1960
- The River’s Journey, 1957
- The Pasture, 1968
- German Folk and Fairy Tales: Folk and Fairy Tales from Many Lands

#### Illustrationen (Auswahl)
- The Stars in Our Heavens, Myths and Fables, 1948
- Some Dogs, 1950
- Fabulous Beasts, 1951
- Der Ewige Kalender, O.M.Graf, 1954
- Our Friend the Forest, 1959
- Time For You, 1960
- The Tale that Grew and Grew, 1961
- Explorations in Science: A Book of Basic Experiments, 1961
- Selections from Spanish Poetry, 1962
- Spanish American Poetry, 1964
- The Falcon and the Dove, Life of Thomas Becket of Canterbury, 1966
- Selections from Contemporary Portuguese Poetry, 1966
- Tracking Unearthly Creatures of Marsh and Pond, 1972

## Museen
Print Collection of the New York Library
Staatliche Graphische Sammlungen München
Kupferstichkabinett Berlin